# Plecopterodes exigua
Plecopterodes exigua is een vlinder uit de familie spinneruilen (Erebidae). De wetenschappelijke naam is voor het eerst geldig gepubliceerd in 1914 door Gaede.
De soort komt voor in tropisch Afrika.